# 倍賞明
倍賞 明（ばいしょう あきら、1944年5月11日 - 2019年1月22日）は、東京都出身の元アマチュア野球選手。ポジションは一塁手。5人兄弟姉妹の長男で長姉は倍賞節子。女優の倍賞千恵子は姉、倍賞美津子は妹。弟は倍賞鉄夫。

## 来歴・人物
日本大学第三高等学校では1962年、井上治男（早大－日本石油）、豊永邦男の両エースを擁し、春夏の甲子園に一塁手、三番打者として連続出場。春の選抜では準決勝に進み、中京商の林俊彦の好投に苦しめられるが1-0で9回裏サヨナラ勝ち。決勝では作新学院との接戦になるが、八木沢荘六を打ち崩せず0-1で敗退、準優勝にとどまる。同年夏の選手権は準々決勝に進むが、村上公康のいた西条高に敗れる。同年の岡山国体にも出場するが、1回戦で久留米商の伊藤久敏に完封負けを喫した。
1963年に日本大学に進学。東都大学野球リーグでは1966年春季リーグで優勝。同年の全日本大学野球選手権大会でも、決勝で山下律夫、有藤通世らのいた近大を降し優勝。大学同期に投手の吉村典男、1年下に優勝時のエース森内一忠、遊撃手の石井久至、外野手の正垣泰祐がいた。
卒業後は社会人野球の全鐘紡に進む。1968年の産業対抗では決勝で日本通運を降し優勝するが、業績不振により野球部が解散。1969年に日産自動車に移籍し中心打者として活躍。1973年の都市対抗では、1回戦で松下電器の山口高志から3点本塁打を放つ。その後も藤田康夫、長谷川勉らの好投もあって決勝に進出。しかし日本鋼管に投手陣が打ち崩され大敗、準優勝にとどまった。他のチームメイトに捕手の須藤和彦がいる。同大会の優秀選手賞を獲得。翌1974年の都市対抗では、1回戦で新日鉄堺の山口高志（松下電器から補強）に完封負け、仇を取られた形になった。1975年には日産自動車監督となる。監督退任後は野球界を離れ飲食店チェーンなどを経営していた。
2019年1月22日、前立腺癌転移による多臓器不全により死去。享年75歳。満74歳没。